# І-5
І-5  — радянський винищувач   спроектований і збудований в 1929 році.Серійно виготовлявся з 1931 по 1934 роки, основний тип бойового літака в винищувальній авіації цих років. Всього було збудовано 818 машин.